# Třída Tench
Třída Tench byla třída diesel-elektrických ponorek námořnictva Spojených států amerických. Jednalo se o vylepšenou verzi ponorek tříd Gato a Balao. Po válce byla část ponorek modernizována v rámci programu GUPPY. Některé ponorky třídy Tench po válce získali američtí spojenci.

## Stavba
V letech 1944–1951 bylo postaveno celkem 29 ponorek této třídy. Stavbu prováděly americké loděnice Electric Boat Company v Grotonu ve státě Connecticut, Portsmouth Naval Shipyard v Kittery ve státě Maine a Boston Navy Yard v Bostonu ve státě Massachusetts.

## Konstrukce
Základní konfiguraci výzbroje představoval kanon ráže 127 mm a deset torpédometů 533 mm. Ponorka měla zásobu 28 torpéd. Pohonný systém tvořily čtyři diesely a dva elektromotory. Nejvyšší rychlost ponorky na hladině dosahovala 20,25 uzlu a pod hladinou 8,75 uzlu.